# Anhimella perbrunnea
Anhimella perbrunnea är en fjärilsart som beskrevs av Augustus Radcliffe Grote 1879. Anhimella perbrunnea ingår i släktet Anhimella och familjen nattflyn. Inga underarter finns listade i Catalogue of Life.